# Nicolas Nollet
Nicolas Nollet (ur. 1986 w Aix-en-Provence, w regionie Prowansja-Alpy-Lazurowe Wybrzeże, w departamencie Delta Rodanu) – francuski aktor. Swoją karierę rozpoczął w wieku piętnastu lat występując w dramacie Czerwony rycerz/Rozmowa ze smokiem (Rencontre avec le dragon, 2003) u boku Daniela Auteuila. Trzy lata później zagrał postać homoseksualnego Baptiste w dramacie Jeana-Marca Barra Każda jego noc (Chacun sa nuit, 2006).

## Filmografia
- 2006: Każda jego noc (Chacun sa nuit) jako Baptiste
- 2003: Czerwony rycerz/Rozmowa ze smokiem (Rencontre avec le dragon) jako Félix de Sisteron
- 2003: Wojsko najemne (Mercenaires)